# Millerntor-Stadion
Het Millerntor-Stadion is een stadion in de wijk Sankt Pauli in de Duitse stad Hamburg. In het stadion speelt de voetbalclub FC St. Pauli, dat in de Bundesliga uitkomt (seizoen 2024/25) en Americanfootballclub Hamburg Blue Devils hun thuiswedstrijden. Het stadion ligt in de wijk Heiligengeistfeld, de rosse buurt van Hamburg.
Bij de opening van het stadion in 1963 had het een capaciteit van 32.000 toeschouwers. Door regelgeving is die capaciteit verlaagd, waarop het stadion tussen 2006 en 2014 stapsgewijs is uitgebreid tot de huidige capaciteit van 29.063 toeschouwers.
Tussen 1970 en 1988 heette het stadion het "Wilhelm-Koch-Stadion", maar omdat Koch lid van de NSDAP was geweest, werd tijdens een turbulente jaarvergadering besloten de naam te veranderen in Millerntor-Stadion. 